# Олдендорф (Холштајн)
Олдендорф (њем. Oldendorf) општина је у њемачкој савезној држави Шлезвиг-Холштајн. Једно је од 112 општинских средишта округа Штајнбург. Према процјени из 2010. у општини је живјело 1.175 становника. Посједује регионалну шифру (AGS) 1061082.

## Географски и демографски подаци
Олдендорф се налази у савезној држави Шлезвиг-Холштајн у округу Штајнбург. Општина се налази на надморској висини од 11 метара. Површина општине износи 10,4 km². У самом мјесту је, према процјени из 2010. године, живјело 1.175 становника. Просјечна густина становништва износи 114 становника/km².